# هدنهام، باکینگهام‌شر
هدنهام (به انگلیسی: Haddenham) یک روستا در بریتانیا است که در Haddenham واقع شده‌است. هدنهام ۴٬۵۰۲ نفر جمعیت دارد.